# 604
604 (DCIV na numeração romana) foi um ano bissexto do século VII, do Calendário Juliano, da Era de Cristo, teve início a uma quarta-feira e fim em uma quinta-feira, com as letras dominicais E e D.
| ano completo                           |
| -------------------------------------- |
| Ano bissexto com início à quarta-feira |

## Eventos
- 13 de Setembro - É eleito o Papa Sabiniano.

## Mortes
- 12 de Março - Papa Gregório I